# Acomoptera plexipus
Acomoptera plexipus är en tvåvingeart som först beskrevs av Garrett 1925.  Acomoptera plexipus ingår i släktet Acomoptera och familjen svampmyggor.
Artens utbredningsområde är British Columbia. Inga underarter finns listade i Catalogue of Life.